# Бабошкин, Иван Анатольевич
Иван Анатольевич Бабошкин (род. 3 декабря 1967, Дергачи) — российский политический и государственный деятель, депутат Саратовской областной думы VII созыва, глава администрации Заводского района города Саратова (с октября 2024).

## Биография
Родился 3 декабря 1967 года в посёлке Дергачи Саратовской области. Окончил Дергачёвскую среднюю школу.
- 1985 год — 1992 год — учёба в Саратовском государственном политехническом институте.
- 1986 год — 1988 год — срочная служба в вооружённыхз силах.
- 1992 год — 2001 год — занятие предпринимательской деятельностью.
- 2000 год — 2003 год — депутат районного Совета депутатов Дергачевского района Саратовской области.
- С 2001 года — генеральный директор АО «Передвижная механизированная колонна № 18».
- В 2001 году окончил Поволжскую академию государственной службы имени П. А. Столыпина.
- 2003 год — 2012 год — глава администрации Дергачёвского района Саратовской областии.
- 2012 год — 2013 год — министр сельского хозяйства Саратовской области.
- 2013 год — 2022 год — глава администрации Саратовского района Саратовской области.
- 2022 год — 2024 год — депутат Саратовской областной думы VII созыва.
- С 2 октября 2024 года по 20 марта 2025 года — глава администрации Заводского района города Саратова.

Женат, двое детей.

## Награды
- Почётный знак Губернатора Саратовской области «За усердие» III степени (2005);
- Серебряная медаль «За вклад в развитие агропромышленного комплекса России» Министерства сельского хозяйства Российской Федерации (2007).